# バヤンブラク草原
バヤンブラク草原（バヤンブラクそうげん、中国語: 巴音布鲁克草原、モンゴル語で「豊かな泉」から）は、中国北西部の天山山脈のバヤンブラク盆地に位置し、中国でモンゴル・内モンゴル・東北部大草原に次ぐ2番目に大きな草原で、ここは新疆ウイグル自治区バインゴリン・モンゴル自治州和静県の西部にある国家自然保護区である。

## 概要
バヤンブラク草原の地形はほぼ平坦で、孔雀河の中流域を含んでいる。この草原は、新疆ウイグル自治区バインゴリン・モンゴル自治州のコルラ市から北西に200kmのところにある。
標高2,000～2,500mの高湿地帯であるこのバヤンブラク草原は、鳥類や水鳥の重要な繁殖・中継地であり、世界で最も標高の高いハクチョウの繁殖地もある。この地域は、バードライフ・インターナショナルによって重要鳥類・生物多様性地域（IBA #CN-114）に指定されている。
草原の中心には「白鳥湖」があり、一連の湿地がつながっている。1980年に新疆政府によって「バヤンブラク白鳥自然保護区」に指定され、1986年には中国政府によって「国家白鳥保護区」に格上げされた。

## 交通
新疆ウイグル自治区バインゴリン・モンゴル自治州のコルラ市から北西に200kmのところにある。。

## 参照項目
- 中国の自然保護区一覧 (List of national nature reserves of China)
- 草原